# Бригулья, Паоло
Паоло Бригулья (итал. Paolo Briguglia; род. 27 мая 1974) — итальянский актер кино, театра и телевидения.

## Биография
Родился в Палермо, Сицилия. В 1998 году окончил Академию театрального искусства в Риме. В 2000 году совершил свой первый дебют в кино, в фильме Роберта Андо «Рукопись князя». Его первой важной ролью стал солдат Серра, в военной драме Энцо Монтелеоне «Эль Аламейн», и благодаря этой роли, Бригулья получил премию «Globo d'oro», в номинации «лучший новый актер».